# هاوارد هاجکین
هاوارد هاجکین (انگلیسی: Howard Hodgkin; ۶ اوت ۱۹۳۲ – ۹ مارس ۲۰۱۷) یک نقاش، و هنرمند چاپ دستی اهل بریتانیا بود. اغلب آثار وی در حوزه هنر انتزاعی تقسیم‌بندی می‌شوند. وی همچنین برندهٔ جوایزی همچون جایزه ترنر شده است.